# Laterculus Veronensis
Der Laterculus Veronensis (deutsch auch Veroneser Verzeichnis) ist ein in einer stark verderbten Handschrift des 7. Jahrhunderts erhaltenes Verzeichnis der römischen Provinzen nach der Reichsreform Diokletians.

## Text und Datierung
Die Handschrift befindet sich in der Biblioteca Capitolare in Verona. Der Inhalt wurde zwar bereits im 18. Jahrhundert von Scipione Maffei erstmals publiziert, aber erst Theodor Mommsen erkannte die Bedeutung des Dokuments und veröffentlichte 1862 einen entsprechenden Aufsatz.
Mommsen datierte seinerzeit den Inhalt der Liste auf das Jahr 297, inzwischen ist man sich insofern einig, als die Liste später anzusetzen ist, und zwar auf den Anfang des 4. Jahrhunderts nach 303 und vor 320. Ob die Liste einen Zustand zu einem bestimmten Zeitpunkt beschreibt, oder unterschiedlichen Aktualitäten für den westlichen und den östlichen Reichsteil hat, war lange umstritten. Inzwischen hat sich die Position durchgesetzt, dass die Liste 314 nach der Aufteilung des Reiches unter Konstantin und Licinius zusammengestellt wurde.
Die Provinzen waren entsprechend den zwölf Diözesen Diokletians gruppiert, wobei eine erste Gruppe von Diözesen (Oriens – Pannoniae) der östlichen Reichshälfte entsprach und eine weitere (Britanniae – Africa) der westlichen Reichshälfte.
Nach der Aufzählung der Provinzen folgt noch eine Liste barbarischer Völker in drei Teilen, die von Karl Müllenhoff untersucht wurde.

## Inhalt
Ergänzungen in eckigen Klammern:
- Dioecesis Orientis [17 Provinzen]: Libya superior, Libya inferior, Thebais, Aegyptus Iovia, Aegyptus Herculia, Arabia [nova], Arabia, Augusta Libanensis, Palaestina, [Syria] Phoenice, Syria Coele, Augusta Euphratensis, Cilicia, Isauria, Cyprus, Mesopotamia, Osrhoene
- Dioecesis Pontica [7 Provinzen]: Bithynia, Cappadocia, Galatia, Paphlagonia, Diospontus, Pontus Polemoniacus, Armenia minor
- Dioecesis Asiana [9 Provinzen]: [Lycia et] Pamphylia, Phrygia prima, Phrygia secunda, Asia, Lydia, Caria, Insulae, Pisidia, Hellespontus
- Dioecesis Thraciarum [6 Provinzen]: Europa, Rhodope, Thracia, Haemimontus, Scythia, Moesia inferior
- Dioecesis Moesiae [11 Provinzen]: Dacia [Mediterranea], [Dacia Ripensis], Moesia superior/Margensis, Dardania, Macedonia, Thessalia, [Achaea], Praevalitana, Epirus nova, Epirus vetus, Creta
- Dioecesis Pannoniae [7 Provinzen]: Pannonia inferior, [Pannonia] Savensis, Dalmatia, Valeria, Pannonia superior, Noricum Ripense, Noricum Mediterraneum
- Dioecesis Britanniae [4 Provinzen]: Britannia prima, Britannia secunda, Maxima Caesariensis, Flavia Caesariensis
- Dioecesis Galliae [8 Provinzen]: Belgica prima, Belgica secunda, Germania prima, Germania secunda, Sequania, Lugdunensis Prima, Lugdunensis Secunda, Alpes Graiae et Poeninae
- Dioecesis Viennensis [7 Provinzen]: Viennensis, Narbonensis prima, Narbonensis secunda, Novem Populi, Aquitanica prima, Aquitanica secunda, Alpes Maritimae
- Dioecesis Italiae [12 Provinzen]: Venetia et Histria, [Aemilia et Liguria], Flaminia et Picenum, Tuscia et Umbria, [Latium et Campania], Apulia et Calabria, Lucania [et Brutii], [Sicilia], [Sardinia], Corsica, Alpes Cottiae, Raetia
- Dioecesis Hispaniae [6 Provinzen]: Baetica, Lusitania, Carthaginiensis, Gallaecia, Tarraconensis, Mauretania Tingitana
- Dioecesis Africae [7 Provinzen]: [Africa] Proconsularis/Zeugitana, Byzacena, [Tripolitania], Numidia Cirtensis, Numidia Militiana, Mauretania Caesariensis, Mauretania [Sitifensis]/Tubusuctitana

## Ausgaben
- Timothy David Barnes: The new empire of Diocletian and Constantine. Harvard University Press, Cambridge (MA) 1982, ISBN 0-674-61126-8, S. 201–208.
- Theodor Mommsen: Verzeichniss der roemischen Provinzen aufgesetzt um 297. In: Abhandlungen der Berliner Akademie der Wissenschaften. Phil.-hist. Klasse. 1862, S. 489–518 (Digitalisat).
- Alexander Riese: Geographi Latini minores. Henninger, Heilbronn 1878, S. 127–129 (Digitalisat).
- Otto Seeck: Notitia dignitatum: accedunt Notitia urbis Constantinopolitanae et laterculi provinciarum. Weidmann, Berlin 1876, S. 247–251 (Digitalisat).